# Hell's Angels (film)
Hell's Angels is een Amerikaanse oorlogsfilm uit 1930 onder regie van Howard Hughes. Destijds werd de film in Nederland uitgebracht onder de titel Luchtdemonen.

## Verhaal
De broers Monte en Roy Rutledge studeren samen aan de Universiteit van Oxford. Monte heeft een oogje op Helen, de vriendin van Roy. Toch schrijven ze zich in voor een gevaarlijke missie, als de Eerste Wereldoorlog uitbreekt. Monte wil namelijk van zijn reputatie als lafaard af, Roy gaat mee om hem te beschermen. Wanneer ze worden neergeschoten door de Duitsers, worden ze door hen gevangen. Wanneer Monte de Duitsers inlichtingen wil geven in ruil voor vrijheid, schiet Roy uit angst zijn broer dood. Daarna ziet het er ook niet goed uit voor Roy.

## Rolverdeling
| Acteur              | Personage            |
| ------------------- | -------------------- |
| Ben Lyon            | Monte Rutledge       |
| James Hall          | Roy Rutledge         |
| Jean Harlow         | Helen                |
| John Darrow         | Karl Armstedt        |
| Lucien Prival       | Baron von Krant      |
| Frank Clarke        | Luitenant von Bruen  |
| Roy Wilson          | Baldy Maloney        |
| Douglas Gilmore     | Kapitein Redfield    |
| Jane Winton         | Barones von Kranz    |
| Evelyn Hall         | Lady Randolph        |
| William B. Davidson | Majoor               |
| Wyndham Standing    | Eskadercommandant    |
| Lena Malena         | Gretchen             |
| Marian Marsh        | Meisje               |
| Carl von Haartman   | Luchtschipcommandant |

## Prijzen en nominaties
| Jaar | Prijs  | Categorie        | Genomineerde(n)         | Uitslag     |
| ---- | ------ | ---------------- | ----------------------- | ----------- |
| 1930 | Oscars | Beste Camerawerk | Tony Gaudio Harry Perry | Genomineerd |